# 尼卡諾爾 (托勒密的將軍)
尼卡諾爾（希臘語：Νικάνωρ），前四世紀人物，他是拉古斯之子托勒密的夥友，且是麾下的將軍。
前319年，當時是埃及總督的托勒密，他為了穩固自己的領地，並認為如果戰事發生，敵人可以透過腓尼基和柯里敘利亞做為跳板進攻埃及。因此托勒密先派遣尼卡諾爾率領一支軍隊進攻那邊的總督拉俄墨東（Laomedon），成功攻佔當地，並俘虜拉俄墨東。